# Christian Helminger
Christian Helminger (* 1. Februar 1964 in Oberndorf bei Salzburg) ist ein ehemaliger österreichischer Fußballspieler und nunmehriger -trainer.

## Karriere

### Als Spieler
Helminger gehörte ab 1983 dem Profikader des SV Austria Salzburg an. Sein Debüt für Austria Salzburg in der 1. Division gab er im Oktober 1983, als er am neunten Spieltag der Saison 1983/84 gegen den SK Rapid Wien in der 66. Minute für Hans-Gerd Schildt eingewechselt wurde. Mit dem Verein musste er 1985 aus der höchsten Spielklasse absteigen. Bis zu jenem Zeitpunkt hatte Helminger 13 Erstligaspiele absolviert. 1989 stieg er mit den Salzburgern wieder in die 1. Division auf.
Daraufhin schloss er sich 1989 dem Zweitligisten LASK an. Nach einer Saison bei den Linzern wechselte er zur Saison 1990/91 nach Deutschland zur SpVgg Bayreuth. Für Bayreuth spielte er vier Saisonen lang. 1994 kehrte er nach Österreich zurück und schloss sich dem ATSV Trimmelkam an. Im Jänner 1996 wechselte er zum Regionalligisten ASVÖ FC Puch. In seinen eineinhalb Jahren bei Puch absolvierte er 42 Regionalligaspiele.
Zur Saison 1998/99 wechselte Helminger zum SK Altheim. Danach spielte er noch für den USV Eggelsberg/Moosdorf, ASK Salzburg, SV Bürmoos, 1. Halleiner SK, USV St. Georgen, SK Oberndorf und Union Geretsberg. Sein letztes Spiel für Geretsberg absolvierte er im September 2007.

### Als Trainer
Helminger fungierte 2006 als Trainer des viertklassigen SK Oberndorf. Von 2007 bis 2008 trainierte er die Union Geretsberg. Danach arbeitete er unter anderem als Sportlicher Leiter beim ATSV Trimmelkam, den er ab Oktober 2013 kurzzeitig auch trainierte.